# 1a etapa del Tour de França de 2011
La 1a etapa del Tour de França de 2011 es disputà el dissabte 2 de juliol de 2011 sobre un recorregut de 191,5 km, entre el Pas de Gois i el Mont des Alouettes. El vencedor fou el belga Philippe Gilbert, que d'aquesta manera aconseguí el mallot groc.

## Perfil de l'etapa
La sortida neutralitzada de l'etapa i inici d'aquesta edició del Tour de França es donà al Pas de Gois, mentre que la sortida real es donà a nivell de La Barre-de-Monts. El perfil de l'etapa és totalment pla, tot i que en el darrer tram de l'etapa hi ha petits desnivells i el final de l'etapa es farà al Mont des Alouettes, un cim de 232 msnm i puntuable de 4a categoria (2,2 km al 4,7%). L'esprint intermedi de l'etapa es troba a Avrillé (km 87).

## Desenvolupament de l'etapa
Des del primer quilòmetre Perrig Quemeneur (Team Europcar) s'escapà, seguit per Lieuwe Westra (Vacansoleil-DCM) i Jérémy Roy (FDJ). El trio amplià les diferències ràpidament, i al km 19 ja disposava de 6' 40", moment en què el Team HTC-High Road, Garmin-Cervélo i Omega Pharma-Lotto controlaren les diferències i les estabilitzaren entre els 4 i 5 minuts. A l'esprint intermedi Roy aconseguí la primera posició, mentre que Tyler Farrar (Garmin-Cervélo) encapçalà el gran grup a 2' 35".
A 50 km per a l'arribada el trio capdavanter disposava de 3' 05" sobre el gran grup, però aquesta distància es veié reduïda a sols 1' 20" a manca de 30 i finalment van ser absorbits a 18 km per a l'arribada.
L'Team Europcar passà a encapçalar el gran grup i els favorits es posaren al capdavant. A manca de 9 km Maksim Iglinski (Astana Qazaqstan Team) caigué després de tocar-se amb un espectador en un punt estret. Això provocà que d'altres corredors caiguessin i es trenqués el grup. Al capdavant quedaren una quarantena de corredors, entre ells Philippe Gilbert (Omega Pharma-Lotto) i la major part de favorits, però no pas Alberto Contador (Saxo Bank-Sungard), Samuel Sánchez (Euskaltel–Euskadi) i Luis León Sánchez (Rabobank ProTeam). Els homes del Team RadioShack i BMC Racing Team augmentaren el ritme i les diferències ràpidament cresqueren fins als 40 segons. A 2 km per a l'arribada l'Omega Pharma-Lotto passà a encapçalar el grup. A manca d'un quilòmetre Aleksandr Vinokúrov (Astana Qazaqstan Team) i després Iegor Silin (Team Katusha) atacaren, just abans que Fabian Cancellara (Team Leopard-Trek) contraataqués. Philippe Gilbert anà en la seva cerca i llençà l'esprint a manca de 500 metres, imposant-se clarament i aconseguint el mallot groc, així com els mallots de la muntanya i dels punts. Cadel Evans BMC Racing Team arribà a 3 segons i Thor Hushovd (Garmin-Cervélo) ho va fer a sis. El grup de Contador arribà a 1' 20" i el de Roman Kreuziger (Astana Qazaqstan Team), Ryder Hesjedal (Garmin-Cervélo) i Jérôme Coppel (Saur-Sojasun) a 1' 55".

## Esprints
| Primer  | Jérémy Roy          | 20 pts |
| Segon   | Lieuwe Westra       | 17 pts |
| Tercer  | Perrig Quemeneur    | 15 pts |
| Quart   | Tyler Farrar        | 13 pts |
| Cinquè  | André Greipel       | 11 pts |
| Sisè    | Francisco Ventoso   | 10 pts |
| Setè    | Denís Galimziànov   | 9 pts  |
| Vuitè   | Borut Božič         | 8 pts  |
| Novè    | Tom Boonen          | 7 pts  |
| Desè    | Jimmy Engoulvent    | 6 pts  |
| Onzè    | Mark Cavendish      | 5 pts  |
| Dotzè   | Alessandro Petacchi | 4 pts  |
| Tretzè  | Mickaël Delage      | 3 pts  |
| Catorzè | Samuel Dumoulin     | 2 pts  |
| Quinzè  | Fabio Sabatini      | 1 pt   |

| Primer  | Philippe Gilbert      | 45 pts |
| Segon   | Cadel Evans           | 35 pts |
| Tercer  | Thor Hushovd          | 30 pts |
| Quart   | José Joaquín Rojas    | 26 pts |
| Cinquè  | Jurgen van den Broeck | 22 pts |
| Sisè    | Geraint Thomas        | 20 pts |
| Setè    | Andreas Klöden        | 18 pts |
| Vuitè   | Rein Taaramae         | 16 pts |
| Novè    | Christopher Horner    | 14 pts |
| Desè    | Tony Martin           | 12 pts |
| Onzè    | Linus Gerdemann       | 10 pts |
| Dotzè   | Frank Schleck         | 8 pts  |
| Tretzè  | Peter Velits          | 6 pts  |
| Catorzè | Thomas Voeckler       | 4 pts  |
| Quinzè  | Damiano Cunego        | 2 pt   |

## Cotes
- Mont des Alouettes. 228m. 4a categoria (km 191,5) (2,2 km al 4,7%)

| Primer | Philippe Gilbert | 1 pt |

## Classificació de l'etapa
|    | Ciclista              | Equip              | Temps      |
| -- | --------------------- | ------------------ | ---------- |
| 1  | Philippe Gilbert      | Omega Pharma-Lotto | 4h 41' 31" |
| 2  | Cadel Evans           | BMC Racing Team    | + 3"       |
| 3  | Thor Hushovd          | Garmin-Cervélo     | + 6"       |
| 4  | José Joaquín Rojas    | Movistar Team      | + 6"       |
| 5  | Jurgen Van Den Broeck | Omega Pharma-Lotto | + 6"       |
| 6  | Geraint Thomas        | Team Sky           | + 6"       |
| 7  | Andreas Klöden        | Team RadioShack    | + 6"       |
| 8  | Rein Taaramae         | Cofidis            | + 6"       |
| 9  | Christopher Horner    | Team RadioShack    | + 6"       |
| 10 | Tony Martin           | Team HTC-High Road | + 6"       |

## Classificació general
|    | Ciclista              | Equip              | Temps      |
| -- | --------------------- | ------------------ | ---------- |
| 1  | Philippe Gilbert      | Omega Pharma-Lotto | 4h 41' 31" |
| 2  | Cadel Evans           | BMC Racing Team    | + 3"       |
| 3  | Thor Hushovd          | Garmin-Cervélo     | + 6"       |
| 4  | José Joaquín Rojas    | Movistar Team      | + 6"       |
| 5  | Jurgen Van Den Broeck | Omega Pharma-Lotto | + 6"       |
| 6  | Geraint Thomas        | Team Sky           | + 6"       |
| 7  | Andreas Klöden        | Team RadioShack    | + 6"       |
| 8  | Rein Taaramae         | Cofidis            | + 6"       |
| 9  | Christopher Horner    | Team RadioShack    | + 6"       |
| 10 | Tony Martin           | Team HTC-High Road | + 6"       |

## Classificacions annexes
|    | Ciclista         | Equip              | Total  |
| -- | ---------------- | ------------------ | ------ |
| 1r | Philippe Gilbert | Omega Pharma-Lotto | 45 pts |
| 2n | Cadel Evans      | BMC Racing Team    | 35 pts |
| 3r | Thor Hushovd     | Quick Step         | 30 pts |

|    | Ciclista         | Equip              | Total |
| -- | ---------------- | ------------------ | ----- |
| 1r | Philippe Gilbert | Omega Pharma-Lotto | 1 pt  |

|    | Ciclista       | Equip        | Temps      | Temps |
| -- | -------------- | ------------ | ---------- | ----- |
| 1r | Geraint Thomas | Team Sky     | 4h 41' 37" |       |
| 2n | Rein Taaramae  | Cofidis      | m. t.      |       |
| 3r | Iegor Silin    | Team Katusha | m. t.      |       |

|    | Equip              | Temps       | Temps |
| -- | ------------------ | ----------- | ----- |
| 1r | Omega Pharma-Lotto | 14h 04' 45" |       |
| 2n | BMC Racing Team    | + 3"        |       |
| 3r | Team Leopard-Trek  | + 6"        |       |

## Abandonaments
No es produí cap abandonament durant la disputa de la primera etapa.